# Mathieu Faivre
Mathieu Faivre (Niza, 18 de enero de 1992) es un deportista francés que compite en esquí alpino.
Participó en tres Juegos Olímpicos de Pekín 2022, entre los años 2014 y 2022, obteniendo una medalla de bronce en Pekín 2022, en el eslalon gigante, y el séptimo lugar en Pyeongchang 2018, en la misma prueba.
Ganó tres medallas de oro en el Campeonato Mundial de Esquí Alpino, en los años 2017 y 2021. En la Copa del Mundo consiguió dos victorias y diez podios en total.

## Palmarés internacional
| Juegos Olímpicos   | Juegos Olímpicos           | Juegos Olímpicos  | Juegos Olímpicos         |
| Año                | Lugar                      | Medalla           | Prueba                   |
| ------------------ | -------------------------- | ----------------- | ------------------------ |
| 2022               | Pekín (China)              | Medalla de bronce | Eslalon gigante          |
| Campeonato Mundial |                            |                   |                          |
| Año                | Lugar                      | Medalla           | Prueba                   |
| 2017               | Sankt Moritz (Suiza)       | Medalla de oro    | Equipo mixto             |
| 2021               | Cortina d'Ampezzo (Italia) | Medalla de oro    | Eslalon gigante          |
| 2021               | Cortina d'Ampezzo (Italia) | Medalla de oro    | Eslalon gigante paralelo |